# 케네디 클레멘트
케네디 클레먼츠(Kennedi Clements, 2007년 1월 21일 ~ )는 캐나다의 배우이다.
화이트록에서 태어났다.

## 영화
- 폴터가이스트 (2015년) - 매디슨 보언 역
- 솔드 아웃 2 (2014년) - 노엘 역
- 커밍 홈 포 크리스마스 (2013년)
- 이츠 크리스마스, 캐롤! (2012년)
- 추수감사절 구하기 (2010년) - 에이미 역